# Sommersbergsee
Der Sommersbergsee (auch Sommersberger See) ist ein natürlicher Moorsee im steirischen Salzkammergut in Österreich.

## Geografie
Der Sommersbergsee liegt etwa drei Kilometer nordwestlich von Bad Aussee am Fuße des Sarsteins zwischen dem Ischlkogl (977 m) und dem Sommersbergkogl (1077 m) auf einer Höhe von 856 Meter in einer moorigen Senke. Er hat eine Fläche 2,2 Hektar und eine maximale Tiefe von 24 Meter. Er ist von Wiesen umgeben, die in Wälder übergehen.
Der See ist am Rand eiszeitlicher Ablagerungen entstanden. Es besteht nur zeitweilig ein kleiner oberirdischer Zufluss aus einer nördlich gelegenen Flachmoorwiese. Entwässert wird der See über den Kirchlatzbach in die Koppentraun.
Der See hat seinen Namen von einem Bauernhof, zu dem er gehört.

## Flora und Fauna
Der Sommersbergsee ist ein Moorsee und von einem nahezu geschlossenen Schilfgürtel umgeben. Er besitzt ausgedehnte Seerosenteppiche. Neben Muscheln und Krebsen finden sich Karpfen und Saiblinge.

## Nutzung

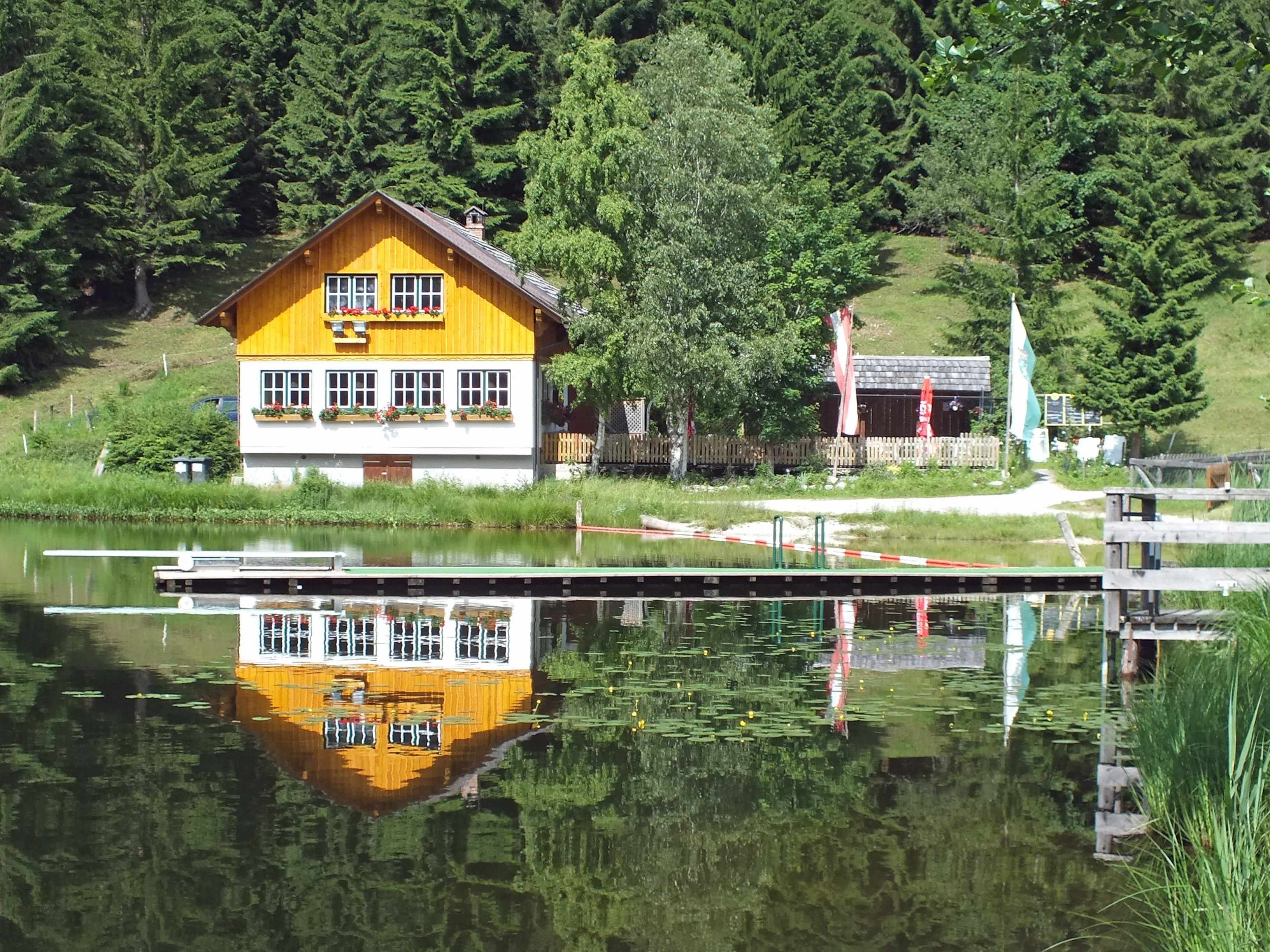
Die Hütte am Seeufer

Der Sommersbergsee ist umgeben von Wiesen. Durch die hohe Lichtabsorption des Moorwassers erwärmt er sich sehr schnell. Bis zu 26 °C werden im Hochsommer erreicht. Der Badebereich wurde bis Mai 2017 von der Stadt Bad Aussee bewirtschaftet, danach von privater Hand. Die „Hütte Sommersbergsee“ an seinem Ufer sorgte für ein gastronomisches Angebot.
Die Gewässergüte wurde zuletzt (2013) mit der höchsten Stufe Ausgezeichnet bewertet.
Der See dient auch als Angelgewässer. Tauchen ist verboten.
Vom See aus führt ein Rundwanderweg in etwa einer Stunde um den Ischlkogl, der auf halbem Weg den Besuch des 1913 gegründeten Alpengartens von Bad Aussee ermöglicht.
Auf dem gefrorenen See wurde im Winter Eislaufen und Eisstockschießen betrieben.
Seit 2017 ist der Zugang zum See und der Wanderweg um den See und auf den Ischkogl gesperrt. Für die Öffentlichkeit ist kein Baden im Sommer oder Sport im Winter mehr möglich.

## Sonstiges
Die Seer haben 2003 auf ihrer CD „Aufwind“ in dem Lied „Sommersbergsee“ das unbeschwerte Badeleben am See besungen.